# 알료나 코스토르나야
알료나 세르게예브나 코스토르나야(러시아어: Алёна Серге́евна Косторна́я, 2003년 8월 24일~)는 러시아의 피겨스케이팅 선수이다. 유럽 선수권 대회에서 금메달 1개를 획득했으며, 그랑프리 파이널에서 금메달 1개를 획득했다. 3A을 성공시킨 10번째 선수다. 주니어 시절부터의 코치는 예테리 투트베리제였으나, 2020년 결별하고 예브게니 플류셴코와 같이 활동했다. 2021년 3A을 성공하는 조건으로 투트베리제와 다시 만났으나, 2022년 3A을 성공하지 못하고 쫓겨나서 코치를 옐레나 부야노바로 교체하였다.

## 일상
코스토르나야는 2003년 8월 24일 모스크바에서 태어났다. 스테판이라는 남동생이 있다. ISU에 알레나로 등록했지만, 코스토르나야는 공식 인스타그램 계정에서 "알료나"를 사용한다. 2020년 5월 전 팀 동료 안나 셰르바코바와의 질의응답에서 코스토르나야는 피겨스케이팅에서 은퇴하면 신경외과 의사가 되고 싶다고 밝혔다.
코스토르나야는 여가시간에 승마를 즐겨 팬들로부터 말과 유니콘 인형들을 받는다. 또한 토끼, 고양이, 그리고 오드리라는 이름의 말티푸를 포함한 많은 애완동물들을 팬들로부터 받았다.
2021년 9월 기준 러시아 체육, 스포츠, 청소년, 관광 대학교에서 심리학을 공부하고 있다.

## 선수 경력

### 2017-2018 시즌
주니어 1년차 시즌이다.